# Aleuritopteris leptolepis
Aleuritopteris leptolepis är en kantbräkenväxtart som först beskrevs av Fraser-jenk., och fick sitt nu gällande namn av Fraser-jenk. Aleuritopteris leptolepis ingår i släktet Aleuritopteris och familjen Pteridaceae. Inga underarter finns listade.